# 17e étape du Tour de France 2017
Pour un article plus général, voir Tour de France 2017.
La 17e étape du Tour de France 2017 se déroule le mercredi 19 juillet 2017 entre La Mure et Serre Chevalier, sur une distance de 183 kilomètres. Elle est remportée en solitaire par le Slovène Primož Roglič.

## Parcours
Le parcours de cette première journée alpine est marquée par l'ascension de quatre cols, dont deux « Hors Catégories ». Il part de la commune de La Mure, pour une arrivée à Serre-Chevalier, et traverse trois département : l'Isère, la Savoie, et les Hautes-Alpes.

## Déroulement de la course

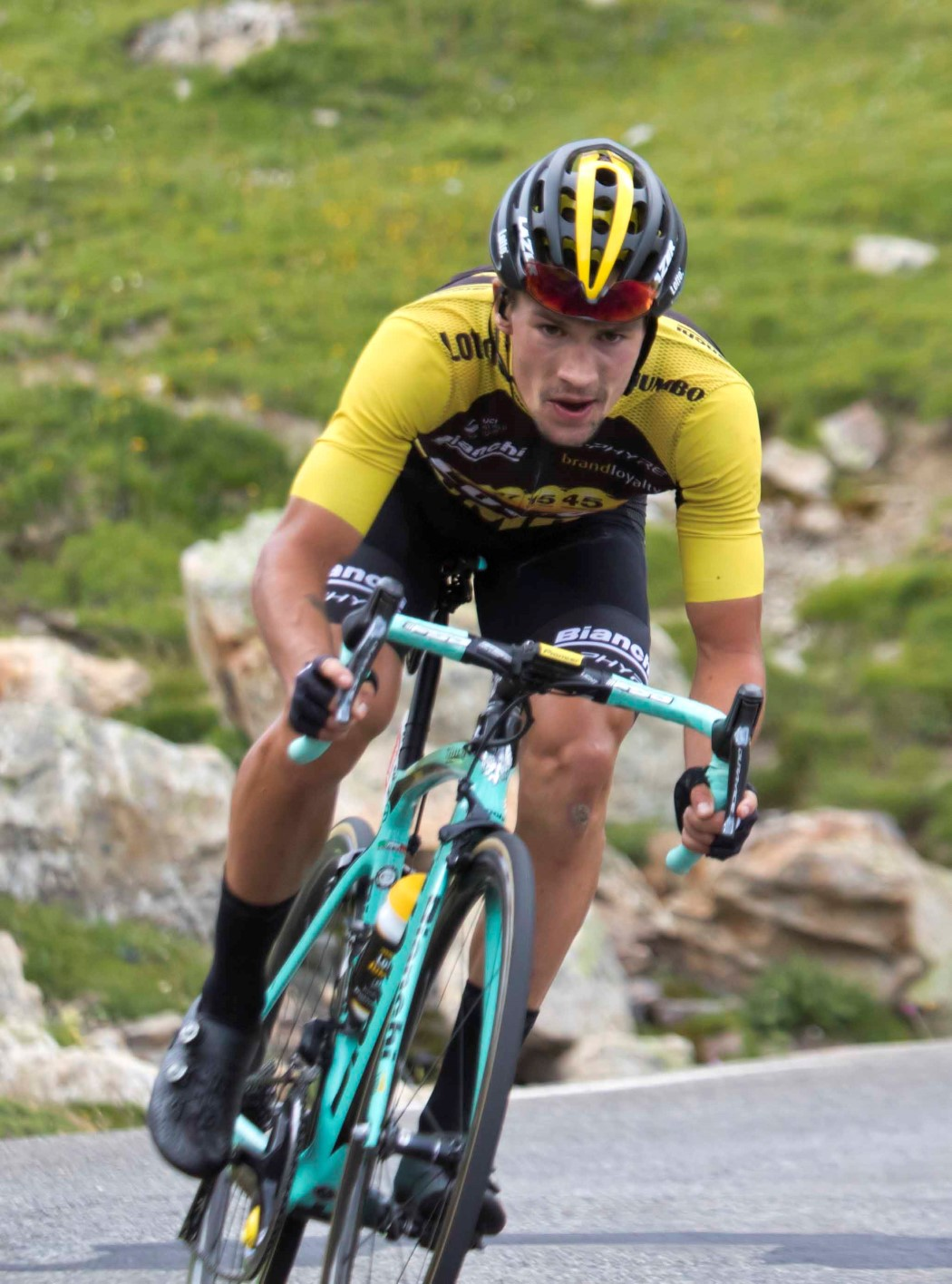
Primož Roglič remporte l'étape en solitaire.

L'échappée se créé après quelques dizaines de kilomètres. Comme les jours précédents, Matthews est l'initiateur des attaques, pour isoler Kittel et ainsi arriver le premier au sprint intermédiaire. Mais le maillot vert chute en début d'étape, et va abandonner ensuite. Le groupe de tête comprend une trentaine de coureurs. De Gendt, Pauwels et Roglic s'échappent de ce groupe, suivi par Navarro. Contador et Quintana s'extirpe du peloton en début d'ascension de la Croix-de-Fer, puis l'Espagnol seul va rejoindre le groupe de poursuivants, et avec l'aide de ses coéquipiers, va revenir sur la tête de la course. Dans le Galibier, le Slovène attaque ses compagnons d'échappée, et arrive en solitaire jusqu'à l'arrivée. Dans le groupe maillot jaune, Barguil puis Bardet tentent d'attaquer à plusieurs reprises, mais Froome et Urán reviennent à chaque tentative, ce qui provoque l'isolement de Aru et Yates, qui voient leur retard s'accentuer dans la descente finale.

## Résultats

### Classement de l'étape
| \| Classement de l'étape \| Classement de l'étape \| Classement de l'étape \| Classement de l'étape \| Classement de l'étape \| \| Coureur \| Coureur \| Pays \| Équipe \| Temps \| \| --------------------- \| --------------------- \| --------------------- \| --------------------- \| --------------------- \| \| 1er \| Primož Roglič \| Slovénie \| LottoNL-Jumbo \| 5 h 07 min 41 s \| \| 2e \| Rigoberto Urán \| Colombie \| Cannondale-Drapac \| + 1 min 13 s \| \| 3e \| Christopher Froome \| Royaume-Uni \| Team Sky \| + 1 min 13 s \| \| 4e \| Romain Bardet \| France \| AG2R La Mondiale \| + 1 min 13 s \| \| 5e \| Warren Barguil \| France \| Team Sunweb \| + 1 min 13 s \| \| 6e \| Mikel Landa \| Espagne \| Team Sky \| + 1 min 16 s \| \| 7e \| Dan Martin \| Irlande \| Quick-Step Floors \| + 1 min 43 s \| \| 8e \| Alberto Contador \| Espagne \| Trek-Segafredo \| + 1 min 44 s \| \| 9e \| Louis Meintjes \| Afrique du Sud \| UAE Team Emirates \| + 1 min 44 s \| \| 10e \| Fabio Aru \| Italie \| Astana \| + 1 min 44 s \| |                    |                |                   |                 |
| |                    |                |                   |                 |
| Source : ProCyclingStats |                    |                |                   |                 |
| Classement de l'étape |                    |                |                   |                 |
| Coureur | Coureur            | Pays           | Équipe            | Temps           |
| 1er | Primož Roglič      | Slovénie       | LottoNL-Jumbo     | 5 h 07 min 41 s |
| 2e | Rigoberto Urán     | Colombie       | Cannondale-Drapac | + 1 min 13 s    |
| 3e | Christopher Froome | Royaume-Uni    | Team Sky          | + 1 min 13 s    |
| 4e | Romain Bardet      | France         | AG2R La Mondiale  | + 1 min 13 s    |
| 5e | Warren Barguil     | France         | Team Sunweb       | + 1 min 13 s    |
| 6e | Mikel Landa        | Espagne        | Team Sky          | + 1 min 16 s    |
| 7e | Dan Martin         | Irlande        | Quick-Step Floors | + 1 min 43 s    |
| 8e | Alberto Contador   | Espagne        | Trek-Segafredo    | + 1 min 44 s    |
| 9e | Louis Meintjes     | Afrique du Sud | UAE Team Emirates | + 1 min 44 s    |
| 10e | Fabio Aru          | Italie         | Astana            | + 1 min 44 s    |

### Points attribués
| Sprint intermédiaire - Allemond (km 47,5) | Sprint intermédiaire - Allemond (km 47,5) | Sprint intermédiaire - Allemond (km 47,5) | Sprint intermédiaire - Allemond (km 47,5) | Sprint intermédiaire - Allemond (km 47,5) |
| ----------------------------------------- | ----------------------------------------- | ----------------------------------------- | ----------------------------------------- | ----------------------------------------- |
|                                           | Coureur                                   | Pays                                      | Équipe                                    | Point(s)                                  |
| 1er                                       | Michael Matthews                          | Australie                                 | Sunweb                                    | 20                                        |
| 2e                                        | Thomas De Gendt                           | Belgique                                  | Lotto-Soudal                              | 17                                        |
| 3e                                        | Darwin Atapuma                            | Colombie                                  | UAE Team Emirates                         | 15                                        |
| 4e                                        | Ben Swift                                 | Royaume-Uni                               | UAE Team Emirates                         | 13                                        |
| 5e                                        | Daniel Navarro                            | Espagne                                   | Cofidis                                   | 11                                        |
| 6e                                        | Michael Gogl                              | Autriche                                  | Trek-Segafredo                            | 10                                        |
| 7e                                        | Serge Pauwels                             | Belgique                                  | Dimension Data                            | 9                                         |
| 8e                                        | Bauke Mollema                             | Pays-Bas                                  | Trek-Segafredo                            | 8                                         |
| 9e                                        | Marco Minnaard                            | Pays-Bas                                  | Wanty-Groupe Gobert                       | 7                                         |
| 10e                                       | Dylan Van Baarle                          | Pays-Bas                                  | Cannondale-Drapac                         | 6                                         |
| 11e                                       | Albert Timmer                             | Pays-Bas                                  | Sunweb                                    | 5                                         |
| 12e                                       | Nicolas Edet                              | France                                    | Cofidis                                   | 4                                         |
| 13e                                       | Sylvain Chavanel                          | France                                    | Direct Énergie                            | 3                                         |
| 14e                                       | Brice Feillu                              | France                                    | Fortuneo-Oscaro                           | 2                                         |
| 15e                                       | Cyril Gautier                             | France                                    | AG2R La Mondiale                          | 1                                         |
| modifier                                  |                                           |                                           |                                           |                                           |

| Arrivée d'étape - Serre Chevalier (km 183) | Arrivée d'étape - Serre Chevalier (km 183) | Arrivée d'étape - Serre Chevalier (km 183) | Arrivée d'étape - Serre Chevalier (km 183) | Arrivée d'étape - Serre Chevalier (km 183) |
| ------------------------------------------ | ------------------------------------------ | ------------------------------------------ | ------------------------------------------ | ------------------------------------------ |
|                                            | Coureur                                    | Pays                                       | Équipe                                     | Point(s)                                   |
| 1er                                        | Primož Roglič                              | Slovénie                                   | Lotto NL-Jumbo                             | 20                                         |
| 2e                                         | Rigoberto Urán                             | Colombie                                   | Cannondale-Drapac                          | 17                                         |
| 3e                                         | Christopher Froome                         | Royaume-Uni                                | Sky                                        | 15                                         |
| 4e                                         | Romain Bardet                              | France                                     | AG2R La Mondiale                           | 13                                         |
| 5e                                         | Warren Barguil                             | France                                     | Sunweb                                     | 11                                         |
| 6e                                         | Mikel Landa                                | Espagne                                    | Sky                                        | 10                                         |
| 7e                                         | Daniel Martin                              | Irlande                                    | Quick-Step Floors                          | 9                                          |
| 8e                                         | Alberto Contador                           | Espagne                                    | Trek-Segafredo                             | 8                                          |
| 9e                                         | Louis Meintjes                             | Afrique du Sud                             | UAE Emirates                               | 7                                          |
| 10e                                        | Fabio Aru                                  | Italie                                     | Astana                                     | 6                                          |
| 11e                                        | Mathias Frank                              | Suisse                                     | AG2R La Mondiale                           | 5                                          |
| 12e                                        | Darwin Atapuma                             | Colombie                                   | UAE Emirates                               | 4                                          |
| 13e                                        | Serge Pauwels                              | Belgique                                   | Dimension Data                             | 3                                          |
| 14e                                        | Simon Yates                                | Royaume-Uni                                | Orica-Scott                                | 2                                          |
| 15e                                        | Daniel Navarro                             | Espagne                                    | Cofidis                                    | 1                                          |
| modifier                                   |                                            |                                            |                                            |                                            |

|   | Coureur            | Pays        | Équipe            | Secondes |
| - | ------------------ | ----------- | ----------------- | -------- |
| 1 | Primož Roglič      | Slovénie    | Lotto NL-Jumbo    | 10 s     |
| 2 | Rigoberto Urán     | Colombie    | Cannondale-Drapac | 6 s      |
| 3 | Christopher Froome | Royaume-Uni | Sky               | 4 s      |

### Cols et côtes
| Col d'Ornon (km 30) 2e catégorie (5,1 km à 6,7%) | Col d'Ornon (km 30) 2e catégorie (5,1 km à 6,7%) | Col d'Ornon (km 30) 2e catégorie (5,1 km à 6,7%) | Col d'Ornon (km 30) 2e catégorie (5,1 km à 6,7%) | Col d'Ornon (km 30) 2e catégorie (5,1 km à 6,7%) |
| ------------------------------------------------ | ------------------------------------------------ | ------------------------------------------------ | ------------------------------------------------ | ------------------------------------------------ |
|                                                  | Coureur                                          | Pays                                             | Équipe                                           | Point(s)                                         |
| 1er                                              | Michael Matthews                                 | Australie                                        | Sunweb                                           | 5                                                |
| 2e                                               | Thomas De Gendt                                  | Belgique                                         | Lotto-Soudal                                     | 3                                                |
| 3e                                               | Serge Pauwels                                    | Belgique                                         | Dimension Data                                   | 2                                                |
| 4e                                               | Simon Geschke                                    | Allemagne                                        | Sunweb                                           | 1                                                |
| modifier                                         |                                                  |                                                  |                                                  |                                                  |

| Col de la Croix-de-Fer (km 78,5) Hors catégorie (24 km à 5,2%) | Col de la Croix-de-Fer (km 78,5) Hors catégorie (24 km à 5,2%) | Col de la Croix-de-Fer (km 78,5) Hors catégorie (24 km à 5,2%) | Col de la Croix-de-Fer (km 78,5) Hors catégorie (24 km à 5,2%) | Col de la Croix-de-Fer (km 78,5) Hors catégorie (24 km à 5,2%) |
| -------------------------------------------------------------- | -------------------------------------------------------------- | -------------------------------------------------------------- | -------------------------------------------------------------- | -------------------------------------------------------------- |
|                                                                | Coureur                                                        | Pays                                                           | Équipe                                                         | Point(s)                                                       |
| 1er                                                            | Thomas De Gendt                                                | Belgique                                                       | Lotto-Soudal                                                   | 20                                                             |
| 2e                                                             | Daniel Navarro                                                 | Espagne                                                        | Cofidis                                                        | 15                                                             |
| 3e                                                             | Primož Roglič                                                  | Slovénie                                                       | Lotto NL-Jumbo                                                 | 12                                                             |
| 4e                                                             | Bauke Mollema                                                  | Pays-Bas                                                       | Trek-Segafredo                                                 | 10                                                             |
| 5e                                                             | Tony Gallopin                                                  | France                                                         | Lotto-Soudal                                                   | 8                                                              |
| 6e                                                             | Serge Pauwels                                                  | Belgique                                                       | Dimension Data                                                 | 6                                                              |
| 7e                                                             | Darwin Atapuma                                                 | Colombie                                                       | UAE Team Emirates                                              | 4                                                              |
| 8e                                                             | Brice Feillu                                                   | France                                                         | Fortuneo-Oscaro                                                | 2                                                              |
| modifier                                                       |                                                                |                                                                |                                                                |                                                                |

| Col du Télégraphe (km 132,5) 1re catégorie (11,9 km à 7,1%) | Col du Télégraphe (km 132,5) 1re catégorie (11,9 km à 7,1%) | Col du Télégraphe (km 132,5) 1re catégorie (11,9 km à 7,1%) | Col du Télégraphe (km 132,5) 1re catégorie (11,9 km à 7,1%) | Col du Télégraphe (km 132,5) 1re catégorie (11,9 km à 7,1%) |
| ----------------------------------------------------------- | ----------------------------------------------------------- | ----------------------------------------------------------- | ----------------------------------------------------------- | ----------------------------------------------------------- |
|                                                             | Coureur                                                     | Pays                                                        | Équipe                                                      | Point(s)                                                    |
| 1er                                                         | Primož Roglič                                               | Slovénie                                                    | Lotto NL-Jumbo                                              | 10                                                          |
| 2e                                                          | Bauke Mollema                                               | Pays-Bas                                                    | Trek-Segafredo                                              | 8                                                           |
| 3e                                                          | Serge Pauwels                                               | Belgique                                                    | Dimension Data                                              | 6                                                           |
| 4e                                                          | Alberto Contador                                            | Espagne                                                     | Trek-Segafredo                                              | 4                                                           |
| 5e                                                          | Brice Feillu                                                | France                                                      | Fortuneo-Oscaro                                             | 2                                                           |
| 6e                                                          | Tony Gallopin                                               | France                                                      | Lotto-Soudal                                                | 1                                                           |
| modifier                                                    |                                                             |                                                             |                                                             |                                                             |

| Col du Galibier - Souvenir Henri Desgrange (km 155) Hors catégorie (17,7 km à 6,9%) | Col du Galibier - Souvenir Henri Desgrange (km 155) Hors catégorie (17,7 km à 6,9%) | Col du Galibier - Souvenir Henri Desgrange (km 155) Hors catégorie (17,7 km à 6,9%) | Col du Galibier - Souvenir Henri Desgrange (km 155) Hors catégorie (17,7 km à 6,9%) | Col du Galibier - Souvenir Henri Desgrange (km 155) Hors catégorie (17,7 km à 6,9%) |
| ----------------------------------------------------------------------------------- | ----------------------------------------------------------------------------------- | ----------------------------------------------------------------------------------- | ----------------------------------------------------------------------------------- | ----------------------------------------------------------------------------------- |
|                                                                                     | Coureur                                                                             | Pays                                                                                | Équipe                                                                              | Point(s)                                                                            |
| 1er                                                                                 | Primož Roglič                                                                       | Slovénie                                                                            | Lotto NL-Jumbo                                                                      | 20                                                                                  |
| 2e                                                                                  | Darwin Atapuma                                                                      | Colombie                                                                            | UAE Team Emirates                                                                   | 15                                                                                  |
| 3e                                                                                  | Warren Barguil                                                                      | France                                                                              | Sunweb                                                                              | 12                                                                                  |
| 4e                                                                                  | Alberto Contador                                                                    | Espagne                                                                             | Trek-Segafredo                                                                      | 10                                                                                  |
| 5e                                                                                  | Romain Bardet                                                                       | France                                                                              | AG2R La Mondiale                                                                    | 8                                                                                   |
| 6e                                                                                  | Christopher Froome                                                                  | Royaume-Uni                                                                         | Sky                                                                                 | 6                                                                                   |
| 7e                                                                                  | Rigoberto Urán                                                                      | Colombie                                                                            | Cannondale-Drapac                                                                   | 4                                                                                   |
| 8e                                                                                  | Daniel Martin                                                                       | Irlande                                                                             | Quick-Step Floors                                                                   | 2                                                                                   |
| modifier                                                                            |                                                                                     |                                                                                     |                                                                                     |                                                                                     |

## Classements à l'issue de l'étape

### Classement général
| \| Classement général \| Classement général \| Classement général \| Classement général \| Classement général \| \| Coureur \| Coureur \| Pays \| Équipe \| Temps \| \| ------------------ \| ------------------ \| ------------------ \| ------------------ \| ------------------ \| \| 1er \| Christopher Froome \| Royaume-Uni \| Team Sky \| 73 h 27 min 26 s \| \| 2e \| Rigoberto Urán \| Colombie \| Cannondale-Drapac \| + 27 s \| \| 3e \| Romain Bardet \| France \| AG2R La Mondiale \| + 27 s \| \| 4e \| Fabio Aru \| Italie \| Astana \| + 53 s \| \| 5e \| Mikel Landa \| Espagne \| Team Sky \| + 1 min 24 s \| \| 6e \| Dan Martin \| Irlande \| Quick-Step Floors \| + 2 min 37 s \| \| 7e \| Simon Yates \| Royaume-Uni \| Orica-Scott \| + 4 min 07 s \| \| 8e \| Louis Meintjes \| Afrique du Sud \| UAE Team Emirates \| + 6 min 35 s \| \| 9e \| Alberto Contador \| Espagne \| Trek-Segafredo \| + 7 min 45 s \| \| 10e \| Warren Barguil \| France \| Team Sunweb \| + 8 min 52 s \| |                    |                |                   |                  |
| |                    |                |                   |                  |
| Source : ProCyclingStats |                    |                |                   |                  |
| Classement général |                    |                |                   |                  |
| Coureur | Coureur            | Pays           | Équipe            | Temps            |
| 1er | Christopher Froome | Royaume-Uni    | Team Sky          | 73 h 27 min 26 s |
| 2e | Rigoberto Urán     | Colombie       | Cannondale-Drapac | + 27 s           |
| 3e | Romain Bardet      | France         | AG2R La Mondiale  | + 27 s           |
| 4e | Fabio Aru          | Italie         | Astana            | + 53 s           |
| 5e | Mikel Landa        | Espagne        | Team Sky          | + 1 min 24 s     |
| 6e | Dan Martin         | Irlande        | Quick-Step Floors | + 2 min 37 s     |
| 7e | Simon Yates        | Royaume-Uni    | Orica-Scott       | + 4 min 07 s     |
| 8e | Louis Meintjes     | Afrique du Sud | UAE Team Emirates | + 6 min 35 s     |
| 9e | Alberto Contador   | Espagne        | Trek-Segafredo    | + 7 min 45 s     |
| 10e | Warren Barguil     | France         | Team Sunweb       | + 8 min 52 s     |

### Classement par points
| Classement par points | Classement par points | Classement par points | Classement par points | Classement par points |
| --------------------- | --------------------- | --------------------- | --------------------- | --------------------- |
|                       | Coureur               | Pays                  | Équipe                | Point(s)              |
| 1er                   | Michael Matthews      | Australie             | Sunweb                | 364 points            |
| 2e                    | André Greipel         | Allemagne             | Lotto-Soudal          | 204 pts               |
| 3e                    | Alexander Kristoff    | Norvège               | Katusha-Alpecin       | 158 pts               |
| 4e                    | Sonny Colbrelli       | Italie                | Bahrain-Merida        | 143 pts               |
| 5e                    | Edvald Boasson Hagen  | Norvège               | Dimension Data        | 140 pts               |
| 6e                    | Christopher Froome    | Royaume-Uni           | Sky                   | 105 pts               |
| 7e                    | Daniel Martin         | Irlande               | Quick-Step Floors     | 98 pts                |
| 8e                    | Dylan Groenewegen     | Pays-Bas              | Lotto NL-Jumbo        | 94 pts                |
| 9e                    | Thomas De Gendt       | Belgique              | Lotto-Soudal          | 93 pts                |
| 10e                   | Rigoberto Urán        | Colombie              | Cannondale-Drapac     | 87 pts                |
| modifier              |                       |                       |                       |                       |

### Classement du meilleur jeune
| Classement général du meilleur jeune | Classement général du meilleur jeune | Classement général du meilleur jeune | Classement général du meilleur jeune | Classement général du meilleur jeune |
|                                      | Coureur                              | Pays                                 | Équipe                               | Temps                                |
| ------------------------------------ | ------------------------------------ | ------------------------------------ | ------------------------------------ | ------------------------------------ |
| 1er                                  | Simon Yates                          | Royaume-Uni                          | Orica-Scott                          | en 73 h 31 min 33 s                  |
| 2e                                   | Louis Meintjes                       | Afrique du Sud                       | UAE Emirates                         | + 2 min 28 s                         |
| 3e                                   | Emanuel Buchmann                     | Allemagne                            | Bora-Hansgrohe                       | + 22 min 59 s                        |
| 4e                                   | Tiesj Benoot                         | Belgique                             | Lotto-Soudal                         | + 33 min 39 s                        |
| 5e                                   | Guillaume Martin                     | France                               | Wanty-Groupe Gobert                  | + 39 min 46 s                        |
| 6e                                   | Pierre Latour                        | France                               | AG2R La Mondiale                     | + 42 min 57 s                        |
| 7e                                   | Lilian Calmejane                     | France                               | Direct Énergie                       | + 1 h 17 min 8 s                     |
| 8e                                   | Michael Valgren                      | Danemark                             | Astana                               | + 2 h 7 min 44 s                     |
| 9e                                   | Dylan Van Baarle                     | Pays-Bas                             | Cannondale-Drapac                    | + 2 h 18 min 8 s                     |
| 10e                                  | Stefan Küng                          | Suisse                               | BMC Racing                           | + 2 h 18 min 36 s                    |
| modifier                             |                                      |                                      |                                      |                                      |

### Classement du meilleur grimpeur
| Classement du meilleur grimpeur | Classement du meilleur grimpeur | Classement du meilleur grimpeur | Classement du meilleur grimpeur | Classement du meilleur grimpeur |
| ------------------------------- | ------------------------------- | ------------------------------- | ------------------------------- | ------------------------------- |
|                                 | Coureur                         | Pays                            | Équipe                          | Point(s)                        |
| 1er                             | Warren Barguil                  | France                          | Sunweb                          | 129 points                      |
| 2e                              | Primož Roglič                   | Slovénie                        | Lotto NL-Jumbo                  | 80 pts                          |
| 3e                              | Thomas De Gendt                 | Belgique                        | Lotto-Soudal                    | 61 pts                          |
| 4e                              | Bauke Mollema                   | Pays-Bas                        | Trek-Segafredo                  | 37 pts                          |
| 5e                              | Alberto Contador                | Espagne                         | Trek-Segafredo                  | 36 pts                          |
| 6e                              | Mikel Landa                     | Espagne                         | Sky                             | 33 pts                          |
| 7e                              | Serge Pauwels                   | Belgique                        | Dimension Data                  | 32 pts                          |
| 8e                              | Christopher Froome              | Royaume-Uni                     | Sky                             | 31 pts                          |
| 9e                              | Alexis Vuillermoz               | France                          | AG2R La Mondiale                | 28 pts                          |
| 10e                             | Daniel Martin                   | Irlande                         | Quick-Step Floors               | 25 pts                          |
| modifier                        |                                 |                                 |                                 |                                 |

### Classement par équipes
| Classement par équipes | Classement par équipes | Classement par équipes | Classement par équipes |
| Équipe                 | Équipe                 | Pays                   | Temps                  |
| ---------------------- | ---------------------- | ---------------------- | ---------------------- |
| 1re                    | Sky                    | Royaume-Uni            | 220 h 37 min 52 s      |
| 2e                     | AG2R La Mondiale       | France                 | + 10 min 35 s          |
| 3e                     | BMC Racing Team        | États-Unis             | + 1 h 37 min 30 s      |
| 4e                     | Trek-Segafredo         | États-Unis             | + 1 h 39 min 37 s      |
| 5e                     | Movistar Team          | Espagne                | + 1 h 48 min 10 s      |
| 6e                     | Orica-Scott            | Australie              | + 2 h 05 min 06 s      |
| 7e                     | Cannondale-Drapac      | États-Unis             | + 2 h 06 min 27 s      |
| 8e                     | Astana                 | Kazakhstan             | + 2 h 19 min 49 s      |
| 9e                     | Lotto-Soudal           | Belgique               | + 2 h 33 min 51 s      |
| 10e                    | Fortuneo-Oscaro        | France                 | + 2 h 38 min 04 s      |

## Abandons
- 78 -  Thibaut Pinot (FDJ) : Abandon
- 101 -  Marcel Kittel (Quick-Step Floors) : Abandon
- 138 -  Marcel Sieberg (Lotto-Soudal) : Non partant
- 211 -  Daniel McLay (Fortuneo-Oscaro) : Abandon